# Дошно
Дошно (пол. Deszno — 1389 та 1575, Desno або Deschno — 1470) — колишнє лемківське село, сьогодні — частина села Риманів-Здрій Кросненського повіту Підкарпатського воєводства Республіки Польща. Розташоване на північних межах Лемківщини. Село розкинулось на двох берегах річки Табор неподалік Риманова та Дуклі.

## Походження назви
За легендою першими поселенцями села у 1096 році були Мельник, Коваль, Храпцьо, Бебло, Крамар і Тесля. Вони привезли з осередку будови фортеці на Сяні не лише пили для тартака, ковальське й теслярське знаряддя, але й зерно для посівів. Так виникло в Карпатах давнє руське поселення, яке отримало назву «Дошно», тобто місце, де ріжуть дошки для великих будов. Поселенці обрали поміж себе найстаршого дідуся Беблу старійшиною — війтом. Згодом Дошно поповнилось родинами Кота, Волоха. Тим часом фортеця на Сяні росла, набираючи форм міста, яке відоме сьогодні під назвою Сянік.

## Історія

### Рання історія
У 1241 році місто Сянік і навколишні села піддалися нищівному нашестю татар. Особливо потерпіли села Мощанець та Юрівці. Тоді ж, за переказами, була спалена перша церква у Дошному.
Перша письмова згадка про село Дошно відноситься до 1389 року. Як стверджують «Akta grodzkie i ziemskie» (Т. 8, 1880, 28) краківський мечник Зиндрам із Мешкович подарував Гандзлеві Йону «ліс між Яслиськими й Дошном для заснування нового поселення на німецькому праві …». Нове село, назване Короликово (згодом Королик), було заселене виключно польськими колоністами. Такі дії польської шляхти дали початок насаджуванню в Карпатах польського елементу.
У 1470 році Дошно з іншими навколишніми селами й містечком Римановом належало вдові сандомирського воєводи Катажині Сененській та її синам. У тому ж році поруч було засновано два інші поселення — зі східного боку село Валатослава (Волтушова), а з південного заходу — село Балутянка. Обидва руські села, засновані на волоському праві, належали до парафії села Дошно. Того ж 1470-го село переведено з руського на магдебурське право.
10 травня 1536 року в Риманові Збігнев Сененський продав солтиство в селі Дошно за 200 злотих Костянтинові Глодинському: три і 1/4 лани землі, з двома городами, корчмою, млином з правом закладати ставки і вести вилов, тримати ремісників (М.Грушевський. Матеріали до історії суспільно-політичних відносин Західної України. Ч.1. — Львів, 1906. — С. 105—107).

### Австрійське правління
Згідно з даними Поземельного кадастру, так званої Йосифинської метрики (1775—1778), та Францисканської метрики (1820) на кінець XVII — початок XIX ст. в Дошно нараховувалось 55 господарств, у тому числі 31 українське (позначені зірочкою): Андрошик Войтек, Бебло Йосафат, Бердаль Федір, Бурдаш Федір, Михайло, Іван та Яцко, Васюта Федько, Волох Шимон, Андрій і Войцех, Джула Йосафат, Долинський Федір та Іван, Заєць Стах і Михайло, Земба Міхал, Іляш Франко, Кіляр Павел і Мацей, Клімченко Павло, Коваль Васко та Іван, Лех Гриць і Степан, Малец Анджей, Малиновский Янко і Яцек, Маляж Ян, Німчик Степан, Одрехівський Михайло, Онуфер, Іван і Яцко, Пліска Іван, Рак Іван, Василь і Михайло, Ригель Бартоломей, Слівка Казимир, Міхал і Атанас, Смерецький Юзеф, Сучак Василь, Стецяк Лешко, Урбанік Янко, Хвостик Атанас, Степан (війт) і Петро, Храпцьо Марія, Федьо і Василь, Цирка Юрко, Юрчак Гриць, Янчик Іван, Ярош Петро.
Землі селян Дошно поділялись на три ниви — огороди (присадибні ділянки), «Вигонисько» (нерозроблена земля) і «Дів з Губином» (нерівна лісиста місцевість). Землі і ліси розподілялись таким способом: поміщик посідав 195 моргів лісу, церква — 13 моргів орної землі, 1 морг городу і 2 морги лісу, селяни — 604 моргів землі, 41 морг городу, 8 моргів лук і 193 морги пасовиськ. Власницею села була поміщиця Софія Скурська.
На кінець XIX ст. польські поселенці становили третю частину всіх селян і жили у нижній частині села. «Slownik geograficzny» (Т.II, 1881) подає, що з 370 мешканців Дошно 250 були українцями (русинами), а 120 — поляки. Згодом число селян збільшилось, але майже зрівнялось за національною приналежністю. 
У 1878 році між селами Дошно і Посадою Горішньою було відкрито джерела мінеральної йодованої води (Клявдія, Титус, Целестина), яка виявилась дуже корисною у лікувальному процесі. Тут було засновано оздоровчий осередок, який отримав назву Риманів-Здрій.

### Село у ХХ столітті
У 1914 році, коли почалась Перша світова війна, до австрійського війська було мобілізовано ряд мужчин із села Дошно. Під час війни через село проходили австрійські та російські війська. У результаті військових дій Дошно зазнало значних руйнуваль та розорень. Війна на деякий час припинила освітню та культурну діяльність у селі.
До 1933 року у Дошно була громадська початкова школа, розташована у звичайній сільській хаті. Тут навчали катихизму, молитов, початкової грамоти з польської та української (руської) мов. І лише у 1934 році було завершено будівництво початкової державної школи. Учителем у ній був поляк із сусіднього села Климківка — Казімєж Вайс. З другого класу, крім польської мови, навчав учнів також української мови з лемківського букваря. Уроки релігії для польських дітей проводив римо-католицький ксьондз, а для лемківських — греко-католицький священник о. Володимир Вахнянин.
У 1930-х роках у Дошно розгорілась національно-культурна боротьба. «Промосковський» напрямок напрямок очолив місцевий парох о. Володимир Вахнянин, якого підтримувала польська влада. Противагою москофільству була свідома праця дяка Михайла Демковича-Добрянського, Івана Тибляка та окремих господарів. У значній мірі національний дух на селі підняла участь селян Дошно у великому фестивалі 1941 року «Вечір Лемківської ноші».
У міжвоєнному часі помітно пожвавилося культурне життя села. Силами громадськості, зокрема, завдяки таким активістам Михайлові Демковичу-Добрянському, Павлові Смерецькому, Миколі Рудавському, Андрію та Костянтину Беблу та іншим, створено читальню «Просвіти». Розпочав активну діяльність драматичний гурток, його творцями і акторами були Іван Тибляк, П. Смерецький, Микола Рак, Анна Рак, Марія Тибляк, Катерина й Анастазія Красовські, Данько Коваль.
У 1939 р. в селі було переважно лемківське населення: з 550 жителів села — 300 українців, 230 поляків (частково україномовних) і 20 євреїв.
Після виселення українців, у селі з'явились польські поселенці, котрі стали здійснювати напади на сусідні ще не виселені українські села. В ніч з 6 на 7 січня 1946 року відділи УПА змусили частини польської армії (коло 200 осіб) покинути село. Після цього, для нейтралізації загрози від нових поселенців, будівлі села були спалені, захоплено ряд трофеїв.

## Церква

Церква Різдва Пресв. Богородиці у Дошно 1880 р. побудови (зруйнована у 1956)

Перші згадки про православну парафію у Дошно відносяться до XVI століття (1526 р.). 
У 1880 році у селі побудували церкву Різдва Пресвятої Богородиці. Храм був подібний за формою до церкви в Балутянці. Структура плану тридільна з дзвіницею, що стояла перед вхідною частиною. Над притвором зносилась дерев’яна вежа. Церква була оточена стіною з річкового кам'яною. В час, коли Риманів-Здруй був центром апостольської адміністрації Лемківщини, храм, який час виконував функції катедрального.
До 1946 р. в селі була парохія (до 1930 р. — Горлицького деканату, у 1930—1946 рр. — Риманівського), до якої належали також Балутянка, Волтушова, Посада Горішна і Риманів-Здрій. Метричні книги велися з 1785 р.
Церква була зруйнована у 1956 році. Деякі артефакти перенесені до музею народної архітектури у Сяноці.

## Видатні люди
- Народився Іван Красовський — історик-етнограф, публіцист, член Наукового товариства імені Шевченка, член Спілки журналістів України (1962), громадський діяч.